# Treseburg
Treseburg is een plaats en voormalige gemeente in de Duitse deelstaat Saksen-Anhalt, gelegen in de Landkreis Harz. Treseburg telt 92 inwoners.
Treseburg ligt aan de Uerdinger Linie, in het traditionele gebied van het Hoogduits. Treseburg ligt niet ver van de grenzen naar Nedersaksen en Thüringen.
Treseburg is vooral bekend van zijn ligging. Het ligt in het Bodedal, dat vooral bekend is door de snelstromende Bode.
Wandelingen van Treseburg naar Thale zijn populair. De wandeling van 10 km voert u door de Grand Canyon van de Harz.
Niet alleen wandelaars komen naar Treseburg. Vliegvissen en mountainbiken worden er ook veel beoefend.